# Aximopsis morio
Aximopsis morio är en stekelart som beskrevs av William Harris Ashmead 1904. Aximopsis morio ingår i släktet Aximopsis och familjen kragglanssteklar. Inga underarter finns listade.